# Пјетро Лоренцети
Пјетро Лоренцети (итал. Pietro Lorenzetti; Сијена око 1280 — Сијена 1348), је био италијански сликар. Оставио чувене фреске у Асизију. Његов брат Амброђо је познат по својим мадонама и великим фрескама у Општинској кући у Сијени.
Пјетро и Амброђо Лоренцети су били најзначајнији представници сијенске сликарске школе, која крајем 13. и почетком 14. века развија карактеристике стила "интернационалне готике". Најпознатија дела Пјетра Лоренцетија су фреске у капели Орсини, "Велико распеће" у Асизију и др.